# Natamycine
Natamycine of pimaricin wordt toegepast als schimmeldodend middel. De meest voorkomende toepassing is in kaascoatings en vleesproducten. Het middel wordt ook toegepast in geneesmiddelen om schimmelinfecties te bestrijden. De bacterie Streptomyces natalensis die natamycine produceert is oorspronkelijk aangetroffen in Natal, Zuid-Afrika. De stof draagt het E-nummer E235.
Natamycine werd in 1955 ontdekt door medewerker van de Koninklijke Nederlandsche Gist- en Spiritusfabriek Jacques Waisvisz, en goedgekeurd voor medisch gebruik in de Verenigde Staten in 1978.
Sinds 2012 is de dodende werking van natamycine pas doorgrond. Het doodt schimmels niet door de celwand lek te prikken, maar door de toevoer van voedingstoffen te stoppen. De transporteiwitten van de schimmel worden volledig platgelegd door de binding aan het ergosterol in het celmembraan.